# Gachas
Les gachas (en français : « bouillie », « pulpe », « purée ») sont une spécialité culinaire ancestrale de l'Espagne centrale et du sud. Aliment de base d'origine très ancienne, ce plat a survécu dans les zones rurales et dans les foyers fort modestes où il constitue une nourriture riche en protéines nécessaires pour l'exécution des travaux des champs par les chefs de famille, raison pour laquelle il est considéré comme plat rude et âpre, le « plat du pauvre » ou « étouffe-chrétien ».
Ce plat peut se consommer sans aucun assaisonnement (nature et sec) comme plat principal, appelé « plat des champs », à l'origine (plato de campo), ou comme dessert parfumé d'épices et de sucre en poudre.

## Histoire
À cause de certains préjugés et du snobisme, ce plat de base très ancien a été remplacé au XXe siècle, par du riz ou des pommes de terre dans la plupart des régions espagnoles, et plus particulièrement dans les villes. Guerres et crises ont fait renaître périodiquement les gachas qui ont aussi reçu le nom de gachas de los tiempos difíciles. Mais contrairement à ce que l'on croit, si les gachas sont bien préparées, elles peuvent constituer un plat très fin.

## Variantes

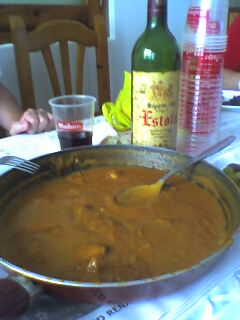
Plat de gachas manchegas.

Ce mets est préparé à base d'eau, sel, huile d'olive, ail et farine. Comme bon plat ibérique, les gachas sont souvent accompagnées avec de la viande de porc (lard, porc salé, chorizo, saucisson ou morcilla) ou avec de la morue. Elles peuvent aussi être colorées avec du piment rouge ou du safran (gachas de pimentón ou gachas coloras).

### Andalousie
En Andalousie, les gachas andaluzas sont préparées avec de la farine de blé et de l'huile d'olive. La façon traditionnelle de les cuisiner consiste à faire frire des lamelles d'ail dans l'huile d'olive jusqu'à ce qu'elles prennent une couleur dorée. Ensuite on verse la farine, en saupoudrant manuellement et en remuant jusqu'à ce qu'elle soit légèrement cuite. On verse l'eau petit à petit en maintenant la cuisson et en remuant doucement avec la cuillère sans s'arrêter (recette traditionnelle à Jaén). La consistance finale des gachas peut varier selon la zone, le village ou même la famille. Il y a des endroits où l'on préfère les gachas très liquides, que l'on mange à la cuillère comme une soupe, mais il existe aussi des gachas épaisses ressemblant à une tourte, avec une croute dorée.
De nombreuses variantes existent en Andalousie sous de multiples appellations, comme : poleá (Séville), gachas de Almería (Almérie), gachas alpujarreñas (Grenade), gachas cordobesas (Cordoue), ou gachas malagueñas (Malaga). Les gachas de matanza sont préparées avec du sang caillé, du foie et d'autres abats après avoir abattu un porc, un mouton ou une chèvre à la ferme.

### La Manche
Les gachas manchegas sont préparées avec de la farine de gesse cultivée (Lathyrus sativus). Il est de tradition de manger les gachas manchegas avec une cuillère directement dans la poêle, encore très chaudes. Les gachas serranas des environs de la Serranía de Cuenca sont réalisées avec des pommes de terre et des champignons. Les gachas murcianas de la région de Murcie sont une variante des gachas manchegas parfumées avec du carvi (carum carvi), poivre noir et clou de girofle.

### Pays valencien et Aragon
À Ademuz, les gachas traditionnelles sont préparées avec de la farine de maïs, elles peuvent contenir aussi des tomates, oignons frits et des escargots. Par le passé, dans l'ancien royaume d'Aragon, on préparait un plat similaire qui était connu sous le nom de gachas ou farinetas. On frit des morceaux de lard avec de l'huile d'olive dans une poêle, jusqu'au dégraissage. On retire le lard et dans la même poêle, on ajoute de l'eau et de la farine de maïs en remuant avec la cuillère jusqu'à la cuisson. Par-dessus, on rajoute les morceaux de lard cuits au préalable.

## En tant que dessert
Les versions sucrées (gachas dulces) sont des desserts dérivés de l'aliment de base traditionnel. Les gachas sucrées peuvent éventuellement contenir du lait, et au lieu d'ail, être parfumées au miel, à la vanille, à la cannelle ou avec un zeste d'orange. On peut les accompagner de croutons, d'amandes et de raisins.
Les gachas extremeñas sont un dessert originaire d'Estrémadure. Elles sont parfumées d'anis vert (pimpinella anisum) et on les mélange avec des croutons pendant la cuisson.